# 여찬
여찬(呂簒, ? ~ 401년, 재위：399년 ~ 401년)은 중국 오호 십육국 시대 후량(後涼)의 3대 천왕이다. 시호는 영황제(靈皇帝)이다.

## 생애
여찬은 여광(呂光)의 아들로 적자 여소(呂紹)의 형이다. 여광 재위 시기에는 태원공(太原公)에 책봉되었고 군사적 재능이 뛰어나 각지에서 활약하였다. 397년에는 서진(西秦) 정벌에서 활약했으며, 이후 후량에서 반란이 일어나 남량, 북량 등이 건국되자 이에 맞서 전쟁을 지휘하였다.
399년, 여광은 병이 깊어지자 여소에게 천왕위를 물려주고 태상황제를 자칭하였다. 이때 여찬은 태위(太尉)에 임명되었다. 여광은 사망할 때 여소에게 배다른 형제인 여찬(呂纂), 여홍(呂弘)과 힘을 합쳐 나라를 다스릴 것을 유언하였다. 여광이 사망하자 여소는 발상을 미루었는데 여찬은 여소의 이런 조치를 무시하고 빈소로 들어가 곡을 하였다.
여소는 여찬의 권력을 두려워하여 여찬에게 왕위를 양보하려 하였으나 여찬이 거부하였다. 얼마 후 여홍이 여찬에게 왕위를 찬탈할 것을 권하자 여찬은 여홍과 함께 궁궐로 난입하여 여소를 살해하고 천왕에 즉위하였다.
여찬은 남량, 북량 등을 정벌하기 위해 여러 차례 군대를 동원하였으나 남량과 북량의 공조로 인해 원정을 나가면 후방을 공격당하여 모두 실패하였다. 또한 여찬은 자신의 즉위를 도운 여홍을 살해하고 주색에 빠져 내정을 게을리 하여 후량의 국력은 크게 약화되었다.
401년, 여찬의 사촌 여초(呂超)가 여찬의 책망을 받았는데, 여초는 여찬이 자신을 죽이려 한다고 생각했다. 여찬은 여초 등을 불러 연회를 베풀었는데, 술에 취한 여찬은 여초에게 살해당했다.

## 참고 문헌
- 《자치통감(資治通鑑)》
- 《진서(晉書)》

| 전임 여소(呂紹) | 제3대 후량 황제 396년 ~ 401년 | 후임 여륭(呂隆) |